# Tlaxcalas flagga

Tlaxcalas flagga

Tlaxcalas flagga består av ett statsvapen över ett rött och ett vit fält (Mexikos traditionella färger) separerade av en diagonal. Proportionerna är 4:7. Emblemet upptar 4/6-delar av flaggan.